# Coppa del Mondo di cricket 2007
La Coppa del Mondo di cricket 2007 è stata la nona edizione del torneo mondiale di cricket. si è disputata dal 13 marzo al 28 aprile 2007 ed è stata organizzata per la prima volta dalle Indie Occidentali, ovvero l'insieme di isole appartenenti a diversi Stati nel Mar dei Caraibi. Al torneo presero parte per la prima (e finora unica) volta nella storia 16 squadre.
La vittoria finale andò per la terza edizione consecutiva alla selezione dell'Australia, che in finale conquistò il suo quarto titolo battendo la selezione dello Sri Lanka. Il torneo fu funestato dalla morte del coach della nazionale pakistana Bob Woolmer, improvvisamente deceduto in Giamaica poche ore dopo la sconfitta (con conseguente eliminazione) della squadra da lui allenata ad opera dell'Irlanda.

## Selezione del paese ospite

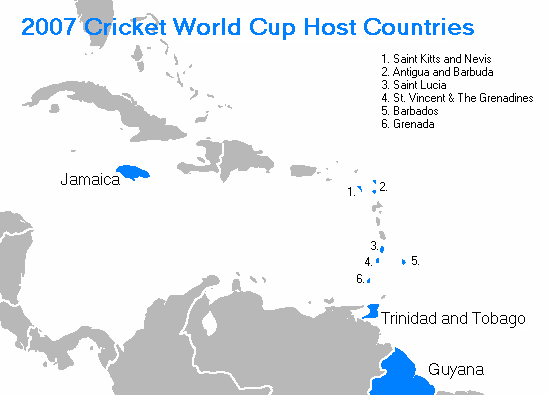
I paesi ospiti della Coppa del mondo 2007

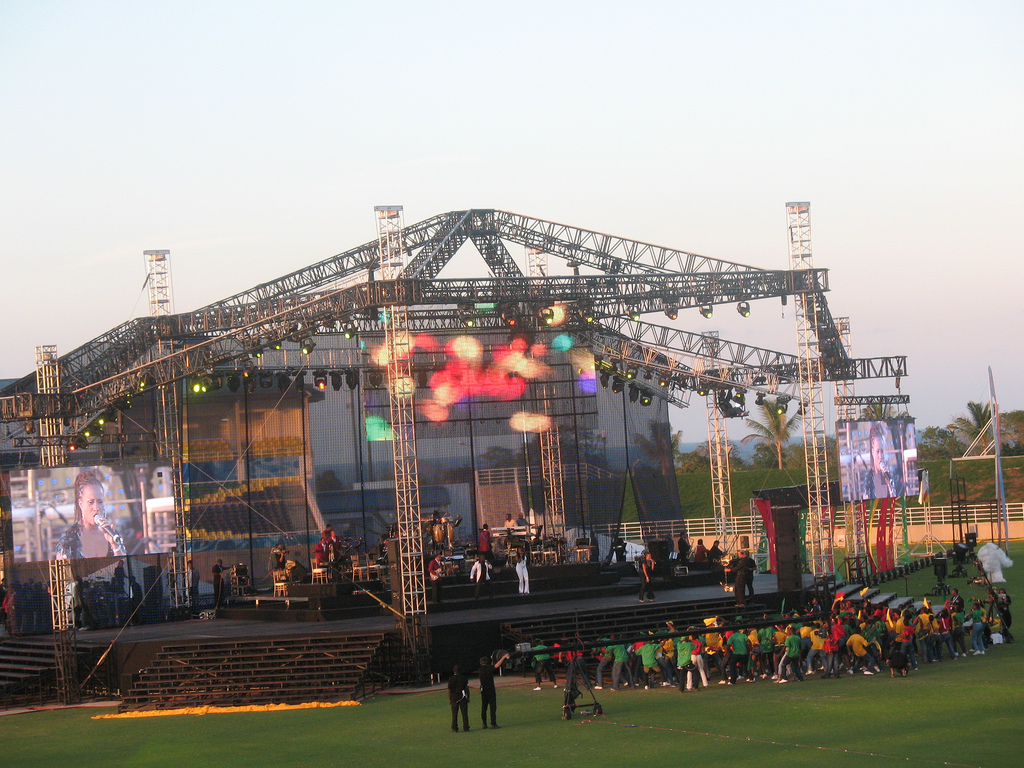
Cerimonia di apertura della Coppa del mondo 2007

La scelta dell'International Cricket Council fu automatica a causa della politica di rotazione attuata dal comitato esecutivo. Infatti le Indie Occidentali erano l'unico paese full member a non aver mai ospitato la coppa del mondo, questo nonostante sia la seconda squadra di maggior successo nel torneo dopo l'Australia. In forza di questi fatti la votazione fu una mera formalità essendo le Indie Occidentali candidata unica.
La USACA insitette molto sul fatto di poter disputare anche qualche partita in Florida; la proposta si basava sul presupposto che anche la Florida è parte dei Caraibi anglofoni e l'alta qualità delle strutture statunitensi (la proposta più accreditata era di adattare per qualche partita i grandi stadi di baseball e football americano) poteva giovare al torneo, inoltre da sempre il cricket è uno sport secondario negli USA, e la federazione sperava di poter usare questa coppa del mondo per far guadagnare popolarità alla disciplina. Nonostante le ottime motivazioni l'ICC fu irremovibile assegnando il torneo esclusivamente ai paesi caraibici, questa scelta è dovuta al fatto che la netta superiorità delle infrastrutture statunitensi potevano mettere in secondo piano quelle dei paesi diretti interessati (nonostante i grandi sforzi economici fatti), inoltre uno stadio da baseball o da football adattato al cricket non poteva soddisfare le condizioni base di comodità e non godeva del prestigio necessario ad ospitare gare della coppa del mondo.

### Città e stadi
| Nazione             | Città          | Stadio                      | Capacità | Partite                | Costo                       |
| ------------------- | -------------- | --------------------------- | -------- | ---------------------- | --------------------------- |
| Antigua e Barbuda   | Saint John's   | Sir Vivian Richards Stadium | 20.000   | Super 8                | US$54 Milioni               |
| Barbados            | Bridgetown     | Kensington Oval             | 28.000   | Super 8 & Finale       | US$69.1 Million             |
| Grenada             | Saint George's | Queen's Park                | 20.000   | Super 8                |                             |
| Guyana              | Georgetown     | Providence Stadium          | 20.000   | Super 8                | US$26 Milioni/US$46 Million |
| Giamaica            | Kingston       | Sabina Park                 | 20.000   | Gruppo D & Semi-finale | US$26 Milioni               |
| Saint Kitts e Nevis | Basseterre     | Warner Park Stadium         | 10.000   | Gruppo A               | US$12 Milioni               |
| Saint Lucia         | Gros Islet     | Beausejour Stadium          | 20.000   | Gruppo C & Semi-finale | US$13 Milioni               |
| Trinidad e Tobago   | Port of Spain  | Queen's Park Oval           | 25.000   | Gruppo B               |                             |

I seguenti 4 impianti furono utilizzati per le partite preliminari di warm up:
| Nazione                   | Città         | Stadio                            | Capacità | Costo         |
| ------------------------- | ------------- | --------------------------------- | -------- | ------------- |
| Barbados                  | Bridgetown    | 3Ws Oval                          | 8.500    |               |
| Giamaica                  | Trelawny      | Greenfield Stadium                | 25.000   | US$35 Milioni |
| Saint Vincent e Grenadine | Kingstown     | Arnos Vale Stadium                | 12.000   |               |
| Trinidad e Tobago         | St. Augustine | Sir Frank Worrell Memorial Ground | 22.000   |               |

## Partecipanti
Oltre ai 10 full members parteciparono anche 6 nazioni provenienti dalle qualificazioni. Il Kenya fu qualificato direttamente in virtù del suo ODI status e le altre cinque nazioni si qualificarono tramite l'ICC Trophy 2005. Le 16 nazioni furono divise in 4 gironi con un sorteggio eseguito tenendo conto delle teste di serie.
| Gruppo A                                                 | Gruppo B                                             | Gruppo C                                                 | Gruppo D                                                     |
| -------------------------------------------------------- | ---------------------------------------------------- | -------------------------------------------------------- | ------------------------------------------------------------ |
| Australia (1) Sudafrica (5) Scozia (12) Paesi Bassi (16) | Sri Lanka (2) India (6) Bangladesh (11) Bermuda (15) | Nuova Zelanda (3) Inghilterra (7) Kenya (10) Canada (14) | Pakistan (4) Indie Occidentali (8) Zimbabwe (9) Irlanda (13) |

## Formula
La formula fu considerevolmente variata rispetto alla precedente edizione, questo è dovuto principalmente all'allargamento del torneo a 16 partecipanti.
Prima della cerimonia di apertura e quindi dell'inizio ufficiale del torneo (11 marzo) sono state disputate delle partite dette Warm up matches per consentire ai capitani di sperimentare delle tecniche e ai giocatori di adattarsi alle condizioni di gioco particolari presenti nei Caraibi.
Le 16 squadre partecipanti furono divise in 4 gironi all'italiana da 4 squadre ciascuno con partite di sola andata. Le prime due classificate di ogni girone si qualificano per il Super 8, portandosi dietro il punteggio ottenuto con l'altra qualificata del girone di provenienza. Il Super 8 è un girone all'italiana con partite di sola andata in cui ogni squadra affronta tutte le avversarie tranne quella già affrontata nel girone della prima fase. Le prime 4 classificate del Super 8 si affrontano in semifinali incrociate (La prima con la quarta, la seconda con la terza). Le due vincenti disputano la finale.

### Punteggi
Nella prima fase e nel Super 8 i punteggi distribuiti sono stati i seguenti:
| Risultato      | Punti   |
| -------------- | ------- |
| Vittoria       | 2 punti |
| Pareggio Nulla | 1 punto |
| Sconfitta      | 0 punti |

In caso di parità di punteggio in classifica tra due o più squadre sono previsti i seguenti punti per decidere il passaggio del turno:
1. Maggior numero di vittorie nel gruppo (prima fase o Super 8)
2. Maggiore net run rate
3. Maggior numero di wickets per palla lanciata
4. Vincitore dello scontro diretto
5. Sorteggio

## Warm Up Matches
Nei giorni 5, 6, 8 e 9 marzo (quindi prima dell'inizio del torneo) sono state disputate delle partite dette Warm up matches per consentire ai capitani di sperimentare delle tecniche e ai giocatori di adattarsi alle condizioni di gioco particolari presenti nei Caraibi. Ogni squadra ha giocato due partite.

### Partite

#### Lunedì 5 marzo
| Data         | Luogo                                                              | In battuta (nel I innings)         | Al lancio (nel I innings)        | Risultato             |
| ------------ | ------------------------------------------------------------------ | ---------------------------------- | -------------------------------- | --------------------- |
| 5 marzo 2007 | Greenfield Stadium Trelawny, Giamaica                              | Indie Occidentali 268/6 (50 overs) | Kenya 247/7 (50 overs)           | WIN vince di 21 runs  |
| 5 marzo 2007 | Arnos Vale Stadium Kingstown, Saint Vincent e Grenadine            | Inghilterra 286/8 (50 overs)       | Bermuda 45/all out (22.2 overs)  | ENG vince di 241 runs |
| 5 marzo 2007 | Sir Frank Worrell Memorial Ground St. Augustine, Trinidad e Tobago | Sudafrica 192/all out (50 overs)   | Irlanda 157/all out (44.2 overs) | RSA vince di 35 runs  |
| 5 marzo 2007 | 3Ws Oval Bridgetown, Barbados                                      | Sri Lanka 194/7 (50 overs)         | Scozia 135/all out (41.2 overs)  | SRI vince di 159 runs |

#### Martedì 6 marzo
| Data         | Luogo                                                              | In battuta (nel I innings)             | Al lancio (nel I innings)            | Risultato |
| ------------ | ------------------------------------------------------------------ | -------------------------------------- | ------------------------------------ | --- |
| 6 marzo 2007 | Greenfield Stadium Trelawny, Giamaica                              | India 300/9 (50 overs)                 | Paesi Bassi 118/all out (37.5 overs) | IND vince di 182 runs                                                                                        |
| 6 marzo 2007 | Arnos Vale Stadium Kingstown, Saint Vincent e Grenadine            | Australia 290/7 (50 overs)             | Zimbabwe 184/7 (50 overs)            | AUS vince di 106 runs                                                                                        |
| 6 marzo 2007 | Sir Frank Worrell Memorial Ground St. Augustine, Trinidad e Tobago | Pakistan 273/8 (48 overs)              | Canada 196/all out (46.4 overs)      | PAK vince di 77 runs (Metodo D/L) PAK ridotto a 48 overs per questioni tecniche, target corretto a 274 in 48 |
| 6 marzo 2007 | 3Ws Oval Bridgetown, Barbados                                      | Nuova Zelanda 226/all out (47.2 overs) | Bangladesh 230/8 (49 overs)          | BAN vince di 2 wickets                                                                                       |

#### Giovedì 8 marzo
| Data         | Luogo                                                              | In battuta (nel I innings)      | Al lancio (nel I innings)      | Risultato              |
| ------------ | ------------------------------------------------------------------ | ------------------------------- | ------------------------------ | ---------------------- |
| 8 marzo 2007 | Greenfield Stadium Trelawny, Giamaica                              | Kenya 274/8 (50 overs)          | Paesi Bassi 265/9 (37.5 overs) | KEN vince di 9 runs    |
| 8 marzo 2007 | Arnos Vale Stadium Kingstown, Saint Vincent e Grenadine            | Bermuda 136/all out (50 overs)  | Zimbabwe 137/4 (29 overs)      | ZIM vince di 6 wickets |
| 8 marzo 2007 | Sir Frank Worrell Memorial Ground St. Augustine, Trinidad e Tobago | Canada 115/all out (32.5 overs) | Irlanda 116/3 (26.5 overs)     | IRL vince di 7 wickets |
| 8 marzo 2007 | 3Ws Oval Bridgetown, Barbados                                      | Scozia 152/9 (50 overs)         | Bangladesh 153/3 (34.1 overs)  | BAN vince di 7 wickets |

#### Venerdì 9 marzo
| Data         | Luogo                                                              | In battuta (nel I innings)                | Al lancio (nel I innings)          | Risultato              |
| ------------ | ------------------------------------------------------------------ | ----------------------------------------- | ---------------------------------- | ---------------------- |
| 9 marzo 2007 | Greenfield Stadium Trelawny, Giamaica                              | Indie Occidentali 85/all out (25.5 overs) | India 86/1 (18.3 overs)            | IND vince di 9 wickets |
| 9 marzo 2007 | Arnos Vale Stadium Kingstown, Saint Vincent e Grenadine            | Inghilterra 197/all out (48.3 overs)      | Australia 200/5 (40.5 overs)       | AUS vince di 5 wickets |
| 9 marzo 2007 | Sir Frank Worrell Memorial Ground St. Augustine, Trinidad e Tobago | Sudafrica 199/all out (48.3 overs)        | Pakistan 200/3 (44.3 overs)        | PAK vince di 7 wickets |
| 9 marzo 2007 | 3Ws Oval Bridgetown, Barbados                                      | Nuova Zelanda 285/8 (50 overs)            | Sri Lanka 267/all out (48.2 overs) | NZL vince di 18 runs   |

### Bilancio
| Squadra           | Giocate | Vinte | Perse |
| ----------------- | ------- | ----- | ----- |
| Australia         | 2       | 2     | 0     |
| Bangladesh        | 2       | 2     | 0     |
| Bermuda           | 2       | 0     | 2     |
| Canada            | 2       | 0     | 2     |
| Inghilterra       | 2       | 1     | 1     |
| India             | 2       | 2     | 0     |
| Irlanda           | 2       | 1     | 1     |
| Kenya             | 2       | 1     | 1     |
| Paesi Bassi       | 2       | 0     | 2     |
| Nuova Zelanda     | 2       | 1     | 1     |
| Pakistan          | 2       | 2     | 0     |
| Scozia            | 2       | 0     | 2     |
| Sudafrica         | 2       | 1     | 1     |
| Sri Lanka         | 2       | 1     | 1     |
| Indie Occidentali | 2       | 1     | 1     |
| Zimbabwe          | 2       | 1     | 1     |

## Fase a gironi

### Gruppo A

#### Partite
| Data          | Luogo                                               | In battuta (nel I innings)      | Al lancio (nel I innings)            | Risultato                                                                        |
| ------------- | --------------------------------------------------- | ------------------------------- | ------------------------------------ | -------------------------------------------------------------------------------- |
| 14 marzo 2007 | Warner Park Stadium Basseterre, Saint Kitts e Nevis | Australia 334/6 (50 overs)      | Scozia 131/9 (41.4 overs)            | AUS vince di 203 runs Il 10° battitore scozzese si infortunò e non poté battere  |
| 16 marzo 2007 | Warner Park Stadium Basseterre, Saint Kitts e Nevis | Sudafrica 353/3 (40 overs)      | Paesi Bassi 132/9 (40 overs)         | RSA vince di 221 runs Partita ridotta a 40 overs per parte per via della pioggia |
| 18 marzo 2007 | Warner Park Stadium Basseterre, Saint Kitts e Nevis | Australia 358/5 (50 overs)      | Paesi Bassi 129/all out (26.5 overs) | AUS vince di 229 runs                                                            |
| 20 marzo 2007 | Warner Park Stadium Basseterre, Saint Kitts e Nevis | Scozia 186/8 (50 overs)         | Sudafrica 188/3 (23.2 overs)         | RSA vince di 7 wickets                                                           |
| 22 marzo 2007 | Warner Park Stadium Basseterre, Saint Kitts e Nevis | Scozia 136/all out (34.1 overs) | Paesi Bassi 140/2 (23.5 overs)       | NED vince di 8 wickets                                                           |
| 24 marzo 2007 | Warner Park Stadium Basseterre, Saint Kitts e Nevis | Australia 377/6 (50 overs)      | Sudafrica 294/all out (48 overs)     | AUS vince di 83 runs                                                             |

#### Classifica
| Team        | Pts | Pld | W | T | L | NR | NRR    |
| ----------- | --- | --- | - | - | - | -- | ------ |
| Australia   | 6   | 3   | 3 | 0 | 0 | 0  | +3.433 |
| Sudafrica   | 4   | 3   | 2 | 0 | 1 | 0  | +2.403 |
| Paesi Bassi | 2   | 3   | 1 | 0 | 2 | 0  | -2.527 |
| Scozia      | 0   | 3   | 0 | 0 | 3 | 0  | -3.793 |

### Gruppo B

#### Partite
| Data          | Luogo                                              | In battuta (nel I innings)     | Al lancio (nel I innings)               | Risultato |
| ------------- | -------------------------------------------------- | ------------------------------ | --------------------------------------- | --- |
| 15 marzo 2003 | Queen's Park Oval Port of Spain, Trinidad e Tobago | Sri Lanka 321/6 (50 overs)     | Bermuda 78/all out (24.4 overs)         | SRI vince di 243 runs |
| 17 marzo 2007 | Queen's Park Oval Port of Spain, Trinidad e Tobago | India 191/all out (49.3 overs) | Bangladesh 192/5 (48.3 overs)           | BAN vince di 5 wickets |
| 19 marzo 2007 | Queen's Park Oval Port of Spain, Trinidad e Tobago | India 413/5 (50 overs)         | Bermuda 156/all out (43.1 overs)        | IND vince di 257 runs |
| 21 marzo 2007 | Queen's Park Oval Port of Spain, Trinidad e Tobago | Sri Lanka 318/4 (50 overs)     | Bangladesh 118/all out (37 su 46 overs) | SRI vince di 198 runs (Metodo D/L) Target del BAN ridotto a 311 runs in 46 overs per via della pioggia                      |
| 23 marzo 2007 | Queen's Park Oval Port of Spain, Trinidad e Tobago | Sri Lanka 254/6 (50 overs)     | India 185/all out (43.3 overs)          | SRI vince di 69 runs |
| 25 marzo 2007 | Queen's Park Oval Port of Spain, Trinidad e Tobago | Bermuda 94/9 (21 overs)        | Bangladesh 96/3 (17.3 su 21 overs)      | BAN vince di 7 wickets (Metodo D/L) Innings delle BER ridotto a 21 overs per pioggia, target corretto a 96 runs in 21 overs |

#### Classifica
| Team       | Pts | Pld | W | T | L | NR | NRR    |
| ---------- | --- | --- | - | - | - | -- | ------ |
| Sri Lanka  | 6   | 3   | 3 | 0 | 0 | 0  | +3.493 |
| Bangladesh | 4   | 3   | 2 | 0 | 1 | 0  | -1.523 |
| India      | 2   | 3   | 1 | 0 | 2 | 0  | +1.206 |
| Bermuda    | 0   | 3   | 0 | 0 | 3 | 0  | -4.345 |

### Gruppo C

#### Partite
| Data          | Luogo                                              | In battuta (nel I innings)     | Al lancio (nel I innings)          | Risultato                                                                         |
| ------------- | -------------------------------------------------- | ------------------------------ | ---------------------------------- | --------------------------------------------------------------------------------- |
| 14 marzo 2007 | Beausejour Stadium Gros Islet Quarter, Saint Lucia | Canada 199/all out (50 overs)  | Kenya 203/3 (43.2 overs)           | KEN vince di 7 wickets                                                            |
| 16 marzo 2007 | Beausejour Stadium Gros Islet Quarter, Saint Lucia | Inghilterra 209/7 (50 overs)   | Nuova Zelanda 210/4 (41 overs)     | NZL vince di 6 wickets                                                            |
| 18 marzo 2007 | Beausejour Stadium Gros Islet Quarter, Saint Lucia | Inghilterra 279/6 (50 overs)   | Canada 228/7 (50 overs)            | ENG vince di 51 runs                                                              |
| 20 marzo 2007 | Beausejour Stadium Gros Islet Quarter, Saint Lucia | Nuova Zelanda 331/7 (50 overs) | Kenya 183/all out (49.2 overs)     | NZL vince di 148 runs                                                             |
| 22 marzo 2007 | Beausejour Stadium Gros Islet Quarter, Saint Lucia | Nuova Zelanda 363/5 (50 overs) | Canada 249/9 (49.2 overs)          | NZL vince di 114 runs                                                             |
| 24 marzo 2007 | Beausejour Stadium Gros Islet Quarter, Saint Lucia | Kenya 177/all out (43 overs)   | Inghilterra 178/3 (33 su 43 overs) | ENG vince di 7 wickets Partita ridotta a 43 overs per parte per via della pioggia |

#### Classifica
| Team          | Pts | Pld | W | T | L | NR | NRR    |
| ------------- | --- | --- | - | - | - | -- | ------ |
| Nuova Zelanda | 6   | 3   | 3 | 0 | 0 | 0  | +2.138 |
| Inghilterra   | 4   | 3   | 2 | 0 | 1 | 0  | +0.418 |
| Kenya         | 2   | 3   | 1 | 0 | 2 | 0  | -1.194 |
| Canada        | 0   | 3   | 0 | 0 | 3 | 0  | -1.389 |

### Gruppo D

#### Partite
| Data          | Luogo                          | In battuta (nel I innings)         | Al lancio (nel I innings)                  | Risultato |
| ------------- | ------------------------------ | ---------------------------------- | ------------------------------------------ | --- |
| 13 marzo 2007 | Sabina Park Kingston, Giamaica | Indie Occidentali 241/9 (50 overs) | Pakistan 187/all out (47.2 overs)          | WIN vince di 54 runs |
| 15 marzo 2007 | Sabina Park Kingston, Giamaica | Irlanda 221/9 (50 overs)           | Zimbabwe 221/all out (50 overs)            | PARITA' |
| 17 marzo 2007 | Sabina Park Kingston, Giamaica | Pakistan 132/all out (45.4 overs)  | Irlanda 133/7 (41.4 su 47 overs)           | IRL vince di 3 wickets (Metodo D/L) Target dell'IRL ridotto a 128 runs in 47 overs per via della pioggia                    |
| 19 marzo 2007 | Sabina Park Kingston, Giamaica | Zimbabwe 202/5 (50 overs)          | Indie Occidentali 204/4 (47.5 overs)       | WIN vince di 6 wickets |
| 21 marzo 2007 | Sabina Park Kingston, Giamaica | Pakistan 349/all out (49.5 overs)  | Zimbabwe 99/all out (19.1 su 20 overs)     | PAK vince di 93 runs (Metodo D/L) Target dello ZIM ridotto a 193 runs in 20 overs per via della pioggia                     |
| 23 marzo 2007 | Sabina Park Kingston, Giamaica | Irlanda 183/8 (48 overs)           | Indie Occidentali 190/2 (38.1 su 48 overs) | WIN vince di 8 wickets (Metodo D/L) Innings dell'IRL ridotto a 48 overs per pioggia, target corretto a 190 runs in 48 overs |

#### Classifica
| Team              | Pts | Pld | W | T | L | NR | NRR    |
| ----------------- | --- | --- | - | - | - | -- | ------ |
| Indie Occidentali | 6   | 3   | 3 | 0 | 0 | 0  | +0.764 |
| Irlanda           | 3   | 3   | 1 | 1 | 1 | 0  | -0.092 |
| Pakistan          | 2   | 3   | 1 | 0 | 2 | 0  | +0.089 |
| Zimbabwe          | 1   | 3   | 0 | 1 | 2 | 0  | -0.886 |

## Super 8

### Partite
| Data           | Luogo                                                  | In battuta (nel I innings)                 | Al lancio (nel I innings)                  | Risultato |
| -------------- | ------------------------------------------------------ | ------------------------------------------ | ------------------------------------------ | --- |
| 27 marzo 2007  | Sir Vivian Richards Stadium Antigua, Antigua e Barbuda | Australia 322/6 (50 overs)                 | Indie Occidentali 219/all out (45.3 overs) | AUS vince di 103 runs L'innings delle WIN fu disputato il giorno seguente per via della pioggia                             |
| 28 marzo 2007  | Providence Stadium Georgetown, Guyana                  | Sri Lanka 209/all out (49.3 overs)         | Sudafrica 212/9 (48.2 overs)               | RSA vince di 1 wicket |
| 29 marzo 2007  | Sir Vivian Richards Stadium Antigua, Antigua e Barbuda | Indie Occidentali 177/all out (44.4 overs) | Nuova Zelanda 179/3 (39.2 overs)           | NZL vince di 7 wickets |
| 30 marzo 2007  | Providence Stadium Georgetown, Guyana                  | Inghilterra 266/7 (50 overs)               | Irlanda 218/all out (48.1 overs)           | ENG vince di 48 runs |
| 31 marzo 2007  | Sir Vivian Richards Stadium Antigua, Antigua e Barbuda | Bangladesh 104/6 (22 overs)                | Australia 106/0 (13.5 su 22 overs)         | AUS vince di 10 wickets Partita ridotta a 22 overs per parte per via della pioggia                                          |
| 1º aprile 2007 | Providence Stadium Georgetown, Guyana                  | Sri Lanka 303/5 (50 overs)                 | Indie Occidentali 190/all out (44.3 overs) | SRI vince di 113 runs |
| 2 aprile 2007  | Sir Vivian Richards Stadium Antigua, Antigua e Barbuda | Bangladesh 174/all out (48.3 overs)        | Nuova Zelanda 178/1 (29.2 overs)           | NZL vince di 9 wickets |
| 3 aprile 2007  | Providence Stadium Georgetown, Guyana                  | Irlanda 152/8 (35 overs)                   | Sudafrica 165/3 (31.3 su 35 overs)         | RSA vince di 7 wickets (Metodo D/L) Innings dell'IRL ridotto a 35 overs per pioggia, target corretto a 160 runs in 35 overs |
| 4 aprile 2007  | Sir Vivian Richards Stadium Antigua, Antigua e Barbuda | Sri Lanka 235/all out (50 overs)           | Inghilterra 233/8 (50 overs)               | SRI vince di 2 runs |
| 7 aprile 2007  | Providence Stadium Georgetown, Guyana                  | Bangladesh 251/8 (50 overs)                | Sudafrica 148/all out (48.4 overs)         | BAN vince di 67 runs |
| 8 aprile 2007  | Sir Vivian Richards Stadium Antigua, Antigua e Barbuda | Inghilterra 247/all out (49.5 overs)       | Australia 248/3 (47.2 overs)               | AUS vince di 7 wickets |
| 9 aprile 2007  | Providence Stadium Georgetown, Guyana                  | Nuova Zelanda 263/8 (50 overs)             | Irlanda 134 (37.4 overs)                   | NZL vince di 129 runs |
| 10 aprile 2007 | Queen's Park Saint George's, Grenada                   | Sudafrica 356/4 (50 overs)                 | Indie Occidentali 289/9 (50 overs)         | RSA vince di 67 runs |
| 11 aprile 2007 | Kensington Oval Bridgetown, Barbados                   | Bangladesh 143/all out (37.2 overs)        | Inghilterra 147/6 (44.5 overs)             | ENG vince di 4 wickets |
| 12 aprile 2007 | Queen's Park Saint George's, Grenada                   | Nuova Zelanda 219/7 (50 overs)             | Sri Lanka 222/4 (45.1 overs)               | SRI vince di 6 wickets |
| 13 aprile 2007 | Kensington Oval Bridgetown, Barbados                   | Irlanda 91/all out (30 overs)              | Australia 92/1 (12.2 overs)                | AUS vince di 9 wickets |
| 14 aprile 2007 | Queen's Park Saint George's, Grenada                   | Sudafrica 193/7 (50 overs)                 | Nuova Zelanda 196/5 (48.2 overs)           | NZL vince di 5 wickets |
| 15 aprile 2007 | Kensington Oval Bridgetown, Barbados                   | Irlanda 243/7 (50 overs)                   | Bangladesh 169/all out (41.2 overs)        | IRL vince di 74 runs |
| 16 aprile 2007 | Queen's Park Saint George's, Grenada                   | Sri Lanka 226/all out (49.4 overs)         | Australia 232/3 (42.4 overs)               | AUS vince di 7 wickets |
| 17 aprile 2007 | Kensington Oval Bridgetown, Barbados                   | Inghilterra 154/all out (48 overs)         | Sudafrica 157/1 (19.2 overs)               | RSA vince di 9 wickets |
| 18 aprile 2007 | Queen's Park Saint George's, Grenada                   | Irlanda 77/all out (27.4 overs)            | Sri Lanka 81/2 (10 overs)                  | SRI vince di 8 wickets |
| 19 aprile 2007 | Kensington Oval Bridgetown, Barbados                   | Indie Occidentali 230/5 (50 overs)         | Bangladesh 131/all out (43.5 overs)        | WIN vince di 99 runs |
| 20 aprile 2007 | Queen's Park Saint George's, Grenada                   | Australia 348/6 (50 overs)                 | Nuova Zelanda 133/all out (25.5 overs)     | AUS vince di 215 runs |
| 21 aprile 2007 | Kensington Oval Bridgetown, Barbados                   | Indie Occidentali 300/all out (49.5 overs) | Inghilterra 301/9 (49.5 overs)             | ENG vince di 1 wicket |

### Classifica
| Team              | Pts | Pld | W | T | L | NR | RF   | OF    | RA   | OB    | NRR    |
| ----------------- | --- | --- | - | - | - | -- | ---- | ----- | ---- | ----- | ------ |
| Australia         | 14  | 7   | 7 | 0 | 0 | 0  | 1725 | 266.1 | 1314 | 322   | +2.4   |
| Sri Lanka         | 10  | 7   | 5 | 0 | 2 | 0  | 1586 | 301.1 | 1275 | 337   | +1.483 |
| Nuova Zelanda     | 10  | 7   | 5 | 0 | 2 | 0  | 1378 | 308   | 1457 | 345.1 | +0.253 |
| Sudafrica         | 8   | 7   | 4 | 0 | 3 | 0  | 1561 | 299.1 | 1635 | 333.2 | +0.313 |
| Inghilterra       | 6   | 7   | 3 | 0 | 4 | 0  | 1557 | 344.4 | 1511 | 307.4 | -0.394 |
| Indie Occidentali | 4   | 7   | 2 | 0 | 5 | 0  | 1595 | 338.1 | 1781 | 337.1 | -0.566 |
| Bangladesh        | 2   | 7   | 1 | 0 | 6 | 0  | 1084 | 318   | 1398 | 284   | -1.514 |
| Irlanda           | 2   | 7   | 1 | 0 | 6 | 0  | 1111 | 333   | 1226 | 242   | -1.73  |

## Eliminazione diretta
|  | Semifinali    | Semifinali    | Semifinali |           |           | Finale    | Finale | Finale |  |
|  |               |               |            |           |           |           |        |        |  |
|  | Sri Lanka     | Sri Lanka     | 289/5      |           |           |           |        |        |  |
|  | Sri Lanka     | Sri Lanka     | 289/5      |           |           |           |        |        |  |
|  | Nuova Zelanda | Nuova Zelanda | 208/ao     |           |           |           |        |        |  |
|  | Nuova Zelanda | Nuova Zelanda | 208/ao     |           | Sri Lanka | Sri Lanka | 215/8  |        |  |
|  |               |               |            |           | Sri Lanka | Sri Lanka | 215/8  |        |  |
|  |               |               | Australia  | Australia | 281/4     |           |        |        |  |
|  | Australia     | Australia     | Australia  | Australia | 281/4     | 153/3     |        |        |  |
|  | Australia     | Australia     |            |           |           |           |        |        |  |
|  | Sudafrica     | Sudafrica     | 149/ao     |           |           |           |        |        |  |

### Semifinali
| Data           | Luogo                                              | In battuta (nel I innings)         | Al lancio (nel I innings)              | Risultato            |
| -------------- | -------------------------------------------------- | ---------------------------------- | -------------------------------------- | -------------------- |
| 24 aprile 2007 | Sabina Park Kingston, Giamaica                     | Sri Lanka 289/5 (50 overs)         | Nuova Zelanda 208/all out (41.4 overs) | SRI vince di 81 runs |
| 25 aprile 2007 | Beausejour Stadium Gros Islet Quarter, Saint Lucia | Sudafrica 149/all out (43.5 overs) | Australia 153/3 (31.3 overs)           | AUS vince di 91 runs |

### Finale
| Data           | Luogo                                | In battuta (nel I innings) | Al lancio (nel I innings)  | Risultato |
| -------------- | ------------------------------------ | -------------------------- | -------------------------- | --- |
| 28 aprile 2007 | Kensington Oval Bridgetown, Barbados | Australia 281/4 (38 overs) | Sri Lanka 215/8 (36 overs) | AUS vince di 53 runs (Metodo D/L) Ridotta a 38 overs, target per SRI corretto a 236 runs in 36 overs per ulteriore pioggia |

## Statistiche
| Runs | Giocatore          | Nazione   |
| ---- | ------------------ | --------- |
| 659  | Matthew Hayden     | Australia |
| 548  | Mahela Jayawardene | Sri Lanka |
| 539  | Ricky Ponting      | Australia |

| Wickets | Giocatore            | Nazione   |
| ------- | -------------------- | --------- |
| 26      | Glenn McGrath        | Australia |
| 23      | Muttiah Muralitharan | Sri Lanka |
| 23      | Shaun Tait           | Australia |